# Höhenberg (Gutensteiner Alpen)
Der Höhenberg ist ein 1027 m ü. A. hoher Berg in den Gutensteiner Alpen in Niederösterreich. Er liegt zwischen den beiden Gemeinden Kleinzell und Ramsau im Bezirk Lilienfeld.

## Lage und Umgebung
Der Gipfel erhebt sich nordöstlich des Kleinzeller Ortszentrums. Er ist vollständig bewaldet. Im Westen des Berges fließt der Halbach, im Osten der Ramsaubach, welcher in Hainfeld nach dem Zusammenfluss mit dem Fliedersbach die Gölsen bildet. Im Süden befindet sich der Salzergraben.

## Routen zum Gipfel
Der Höhenberg ist ein selten bestiegener Gipfel. Im Gegensatz zum nordwestlich gelegenen Hainfelder Kirchenberg oder der Reisalpe im Südwesten führen keine oder nur alte und schlecht markierte Wanderwege zum Gipfel. Das Fehlen einer Schutzhütte sowie die spärliche Aussicht tragen ihr Übriges dazu bei.
Die Aufstiegsrouten führen oft aus dem Salzerbad zum Kruckensattel (736 m), von welchem dann der Aufstieg zum Gipfel in nordwestliche Richtung erfolgt.

## Bildergalerie

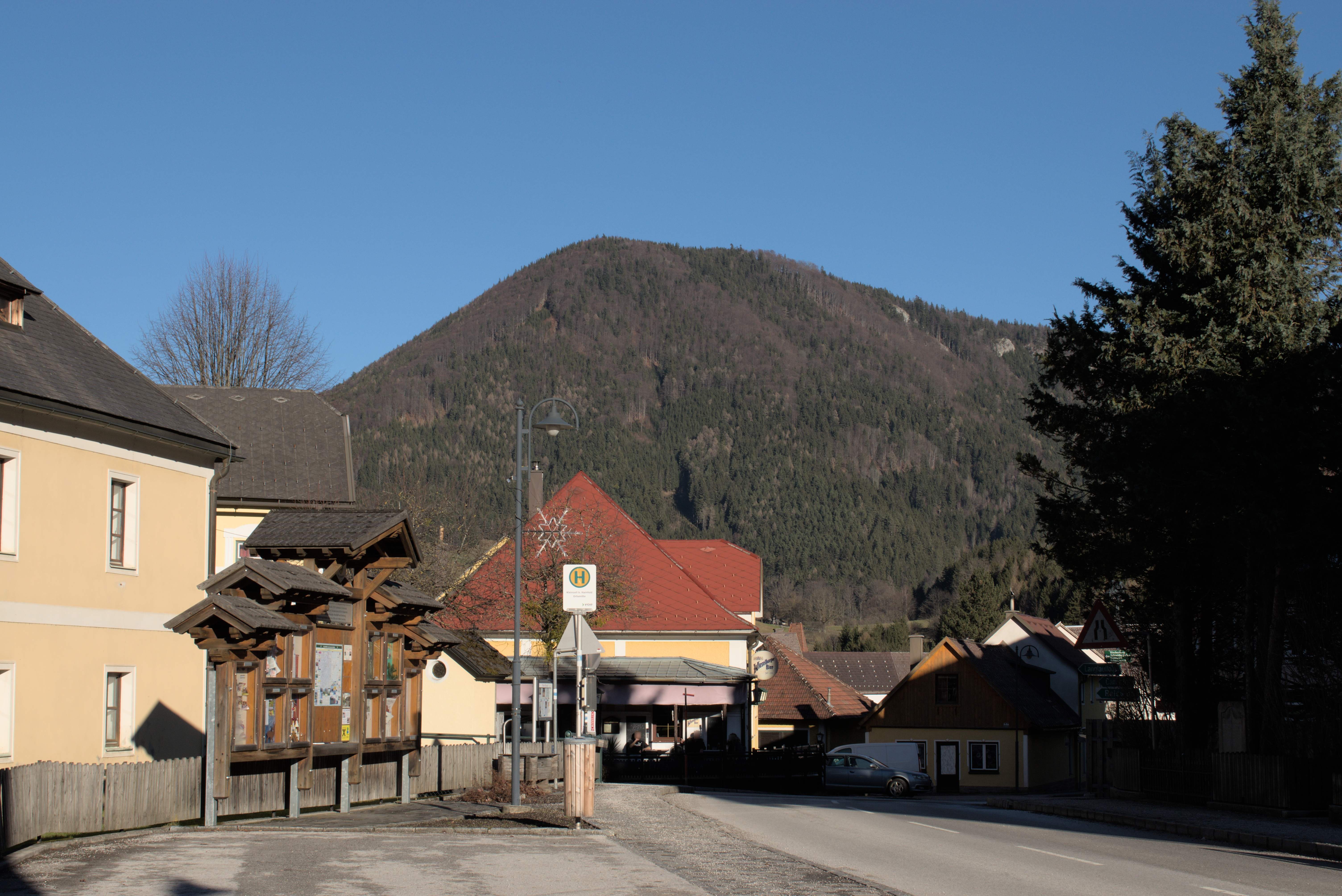
Ansicht des Höhenbergs von Kleinzell
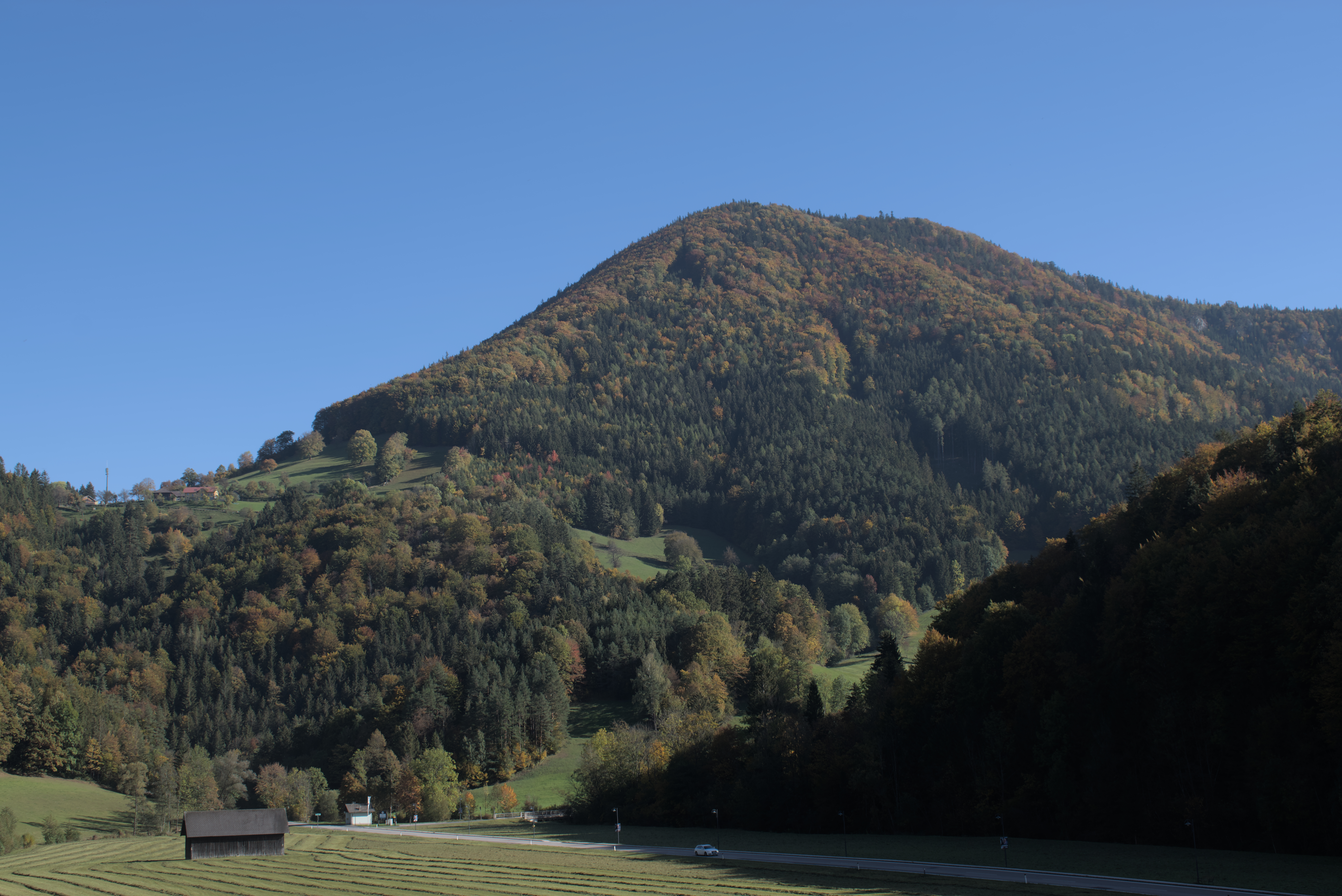
Der Höhenberg im Herbst, im Vordergrund die L133
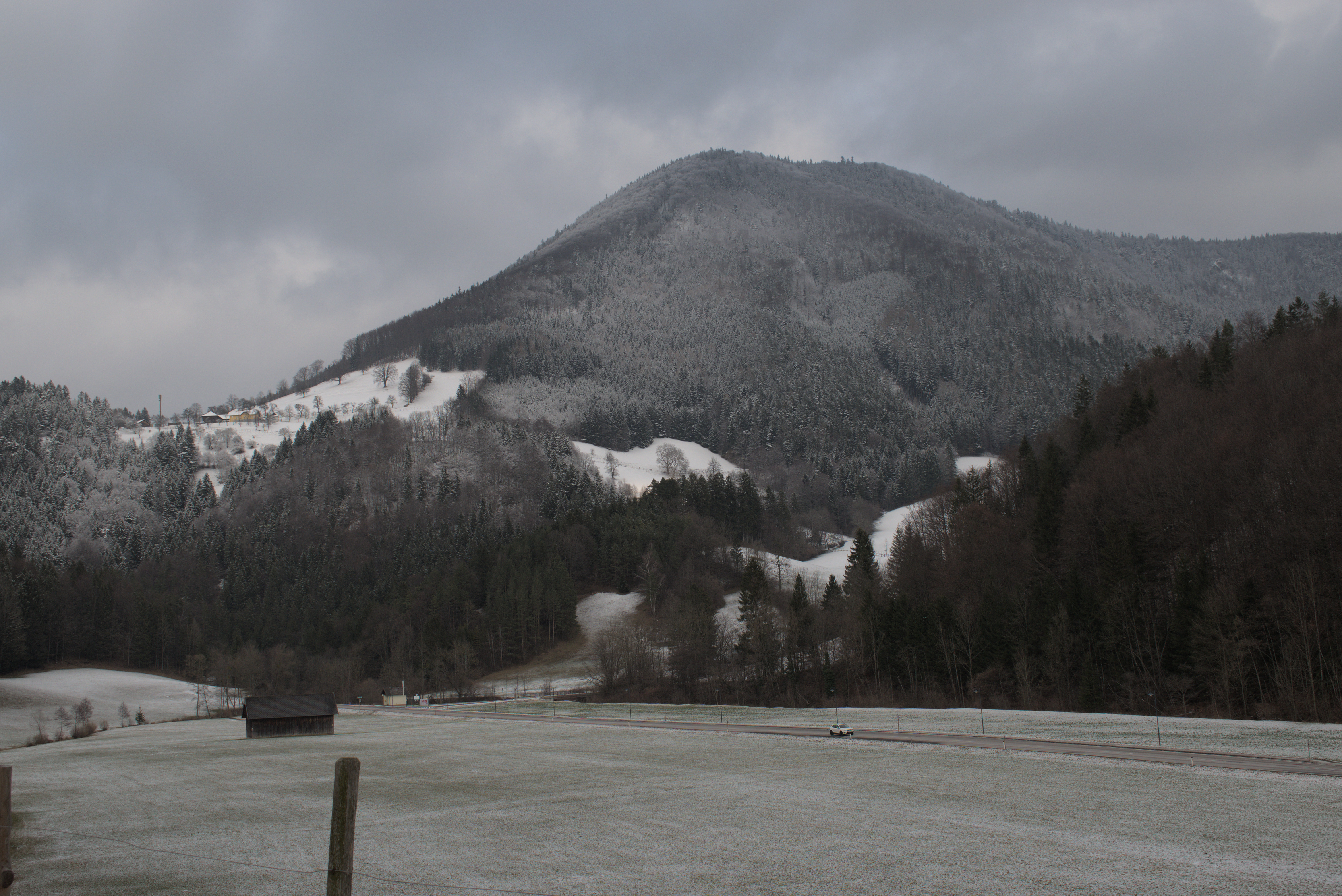
Schneebedeckter Höhenberg